# Castrada viridis
Castrada viridis is een platworm (Platyhelminthes). De worm is tweeslachtig. De soort leeft in of nabij zoet water.
Het geslacht Castrada, waarin de platworm wordt geplaatst, wordt tot de familie Typhloplanidae gerekend. De wetenschappelijke naam van de soort werd voor het eerst geldig gepubliceerd in 1898 door Volz.